# Каменка (Воронцовская волость)
Каменка — деревня в Островском районе Псковской области. Входит в состав Воронцовской волости.
Расположена в 30 км к востоку от города Остров и в 12 км к северо-западу от волостного центра, села Воронцово.
Постоянное население по состоянию на 2000 год в деревне отсутствовало.
До 2005 года деревня входила в состав ныне упразднённой Шаркуновской волости с центром в д.Погорелка.